# 드림 홈
드림 홈(維多利亞壹號, Dream Home)은 홍콩에서 제작된 펑하오샹 감독의 2010년 공포 영화이다. 조시 호 등이 주연으로 출연하였다.

## 출연

### 주연
- 조시 호
- 진혁신

### 조연
- 진비
- 저우추추

## 제작진
- 분장: 비타야 디라타쿨
- 분장: 연개